# 甲斐友治
甲斐 友治（かい ともはる、1923年（大正12年）6月22日 - 2010年6月8日）は、アメリカハワイ準州（Territory of Hawaii）出身のプロ野球選手。ポジションは外野手。日系二世。

## 来歴・人物
アメリカ合衆国のオアフ島ワイアナエで日系一世の甲斐用八と麻寿の二男として生まれた。
創設から毎年最下位と苦しんでいた近鉄パールスは海外からの補強選手としてハワイで野球をしていた日系二世の甲斐をリストアップし、1952年に近鉄初の外国人選手として入団した。パワーのある選手ではなかったが甲斐よりもパワーのある選手がチームにはいないというチーム事情もあり4番を打った。期待通り甲斐は活躍し、82試合に出場し打率.327とリーグ2位という好成績を記録した。しかし、チームはこの年も最下位だった。翌年も79試合に出場するが昨年よりも成績は落とす形となり、同年に退団しハワイへと戻った。

## 詳細情報

### 年度別打撃成績
| 年 度    | 球 団    | 試 合 | 打 席 | 打 数 | 得 点 | 安 打 | 二 塁 打 | 三 塁 打 | 本 塁 打 | 塁 打 | 打 点 | 盗 塁 | 盗 塁 死 | 犠 打 | 犠 飛 | 四 球 | 敬 遠 | 死 球 | 三 振 | 併 殺 打 | 打 率 | 出 塁 率 | 長 打 率 | O P S |
| -------- | -------- | ----- | ----- | ----- | ----- | ----- | -------- | -------- | -------- | ----- | ----- | ----- | -------- | ----- | ----- | ----- | ----- | ----- | ----- | -------- | ----- | -------- | -------- | ----- |
| 1952     | 近鉄     | 82    | 318   | 303   | 28    | 99    | 13       | 1        | 7        | 135   | 45    | 5     | 6        | 0     | --    | 13    | --    | 2     | 14    | 9        | .327  | .358     | .446     | .804  |
| 1953     | 近鉄     | 79    | 163   | 154   | 9     | 39    | 3        | 0        | 1        | 45    | 18    | 1     | 3        | 1     | --    | 8     | --    | 0     | 10    | 5        | .253  | .290     | .292     | .582  |
| NPB：2年 | NPB：2年 | 161   | 481   | 457   | 37    | 138   | 16       | 1        | 8        | 180   | 63    | 6     | 9        | 1     | --    | 21    | --    | 2     | 24    | 14       | .302  | .335     | .394     | .729  |

### 背番号
- 33 （1952年 - 1953年）